# オリンピックのオランダ領アンティル選手団
オリンピックのオランダ領アンティル選手団は、かつて存在したオランダ領アンティルのオリンピック選手団。1984年ロサンゼルスオリンピックまではアルバも属していた。

## 概要
1931年に設立。1950年に国際オリンピック委員会（IOC）に承認された。初参加は1952年ヘルシンキオリンピック。1980年モスクワオリンピックでは西側諸国とともにボイコットにより不参加となった。冬季オリンピックは1988年カルガリーオリンピックから参加し、続く1992年アルベールビルオリンピックにも参加したが、これ以後不参加が続いている。
これまでメダルを獲得した夏季オリンピックは、1988年ソウルオリンピックのセーリングで獲得した銀メダル1個である。冬季オリンピックでのメダル獲得はない。

### 組織の終焉
2010年10月にオランダ領アンティルが解体されるにあたり、その後もオランダ領アンティルオリンピック委員会が存置されるよう同委員会から国際オリンピック委員会（IOC）への働きかけは行われたものの認められず、2011年7月8日に南アフリカ共和国ダーバンで開かれた国際オリンピック委員会総会で、オランダ領アンティルオリンピック委員会の承認を取り消した。
これにより、夏季は2008年北京オリンピック、冬季は2010年バンクーバーオリンピックの参加が最後になった。なお、翌年の2012年ロンドンオリンピックでは独立参加扱いとなった。
その後は、オランダ選手団もしくはアルバ選手団として参加することになる。

## メダル獲得数一覧

### 夏季オリンピック
| 大会名                | 金     | 銀     | 銅     | 計     |
| 1952 ヘルシンキ       | 0      | 0      | 0      | 0      |
| 1956 メルボルン       | 不参加 | 不参加 | 不参加 | 不参加 |
| 1960 ローマ           | 0      | 0      | 0      | 0      |
| 1964 東京             | 0      | 0      | 0      | 0      |
| 1968 メキシコシティー | 0      | 0      | 0      | 0      |
| 1972 ミュンヘン       | 0      | 0      | 0      | 0      |
| 1976 モントリオール   | 0      | 0      | 0      | 0      |
| 1980 モスクワ         | 不参加 | 不参加 | 不参加 | 不参加 |
| 1984 ロサンゼルス     | 0      | 0      | 0      | 0      |
| 1988 ソウル           | 0      | 1      | 0      | 1      |
| 1992 バルセロナ       | 0      | 0      | 0      | 0      |
| 1996 アトランタ       | 0      | 0      | 0      | 0      |
| 2000 シドニー         | 0      | 0      | 0      | 0      |
| 2004 アテネ           | 0      | 0      | 0      | 0      |
| 2008 北京             | 0      | 0      | 0      | 0      |
| 合計                  | 0      | 1      | 0      | 1      |

### 冬季オリンピック
| 大会名                  | 金     | 銀     | 銅     | 計     |
| 1988 カルガリー         | 0      | 0      | 0      | 0      |
| 1992 アルベールビル     | 0      | 0      | 0      | 0      |
| 1994 リレハンメル       | 不参加 | 不参加 | 不参加 | 不参加 |
| 1998 長野               | 不参加 | 不参加 | 不参加 | 不参加 |
| 2002 ソルトレークシティ | 不参加 | 不参加 | 不参加 | 不参加 |
| 2006 トリノ             | 不参加 | 不参加 | 不参加 | 不参加 |
| 2010 バンクーバー       | 不参加 | 不参加 | 不参加 | 不参加 |
| 合計                    | 0      | 0      | 0      | 0      |

### 夏季オリンピック競技別
| 競技           | 金 | 銀 | 銅 | 計 |
| -------------- | -- | -- | -- | -- |
| セーリング     | 0  | 1  | 0  | 1  |
| 計 (競技数: 1) | 0  | 1  | 0  | 1  |